# Fluitbouwer
Een fluitbouwer is een persoon die zich bezighoudt met het maken van fluiten, een groep van blaasinstrumenten.

## Blokfluit
Het beroep van blokfluitbouwer heeft een hernieuwde hoge vlucht genomen sinds de herontdekking van de oude muziek; met name het werk van Frans Brüggen heeft fluitenbouwers overal ter wereld uitgedaagd naar aanleiding van originele middeleeuwse en renaissance-ontwerpen hele consortia te herbouwen.

## Dwarsfluit
Sinds de tweede helft van de 20e eeuw bestaan er nog maar weinig dwarsfluitbouwers, omdat de meeste instrumenten fabrieksmatig worden vervaardigd. Professionele instrumenten worden echter wel handmatig gebouwd. Ook de meer ongebruikelijke typen dwarsfluit zoals de contrabasfluit, waarvan er ter wereld maar enkele exemplaren zijn, worden handmatig gebouwd.

## Bamboefluit
Bouwers van bamboefluiten bestaan nog in vele landen ter wereld; het is vanwege de natuurlijke verschillen in dit materiaal niet goed mogelijk het vervaardigen industrieel te laten verlopen. Een bekende bouwer van bansuri's is Sri Jeff Whittier.